# Phyllanthus merinthopodus
Phyllanthus merinthopodus är en emblikaväxtart som beskrevs av Friedrich Ludwig Diels. Phyllanthus merinthopodus ingår i släktet Phyllanthus och familjen emblikaväxter. Inga underarter finns listade i Catalogue of Life.